# Landtags- und Gemeinderatswahlkreis Meidling
Der Wahlkreis Meidling ist ein Wahlkreis in Wien, der den Wiener Gemeindebezirk Meidling umfasst. Bei der Landtags- und Gemeinderatswahl 2015 waren im Wahlkreis Meidling 55.346 Personen wahlberechtigt, wobei bei der Wahl die Sozialdemokratische Partei Österreichs (SPÖ) mit 41,50 % als stärkste Partei hervorging. Die SPÖ erzielte bei der Wahl zwei der fünf möglichen Grundmandate, zudem erreichte die Freiheitliche Partei Österreichs (FPÖ) ein Grundmandat.

## Wahlergebnisse
| Landtags- und Gemeinderatswahlen im Wahlkreis Meidling | Landtags- und Gemeinderatswahlen im Wahlkreis Meidling | Landtags- und Gemeinderatswahlen im Wahlkreis Meidling | Landtags- und Gemeinderatswahlen im Wahlkreis Meidling | Landtags- und Gemeinderatswahlen im Wahlkreis Meidling | Landtags- und Gemeinderatswahlen im Wahlkreis Meidling | Landtags- und Gemeinderatswahlen im Wahlkreis Meidling | Landtags- und Gemeinderatswahlen im Wahlkreis Meidling | Landtags- und Gemeinderatswahlen im Wahlkreis Meidling |
| Wahltermin                                             | GM                                                     |                                                        | SPÖ                                                    | ÖVP                                                    | FPÖ                                                    | GRÜNE                                                  | LIF/NEOS                                               | Sonstige                                               |
| ------------------------------------------------------ | ------------------------------------------------------ | ------------------------------------------------------ | ------------------------------------------------------ | ------------------------------------------------------ | ------------------------------------------------------ | ------------------------------------------------------ | ------------------------------------------------------ | ------------------------------------------------------ |
| 8. Oktober 1978                                        |                                                        | Stimmenanteile (%)                                     | 62,06                                                  | 30,17                                                  | 6,07                                                   | –                                                      | –                                                      | 1,70                                                   |
| 8. Oktober 1978                                        | 5                                                      | Grundmandate                                           | 3                                                      | 1                                                      | 0                                                      | –                                                      | –                                                      | 0                                                      |
| 24. April 1983                                         |                                                        | Stimmenanteile (%)                                     | 60,50                                                  | 30,95                                                  | 5,05                                                   | 2,45                                                   | –                                                      | 1,05                                                   |
| 24. April 1983                                         | 5                                                      | Grundmandate                                           | 3                                                      | 1                                                      | 0                                                      | 0                                                      | –                                                      | 0                                                      |
| 18. November 1987                                      |                                                        | Stimmenanteile (%)                                     | 59,75                                                  | 25,03                                                  | 8,98                                                   | 3,81                                                   | –                                                      | 2,44                                                   |
| 18. November 1987                                      | 5                                                      | Grundmandate                                           | 3                                                      | 1                                                      | 0                                                      | 0                                                      | –                                                      | 0                                                      |
| 10. November 1991                                      |                                                        | Stimmenanteile (%)                                     | 51,01                                                  | 15,69                                                  | 23,14                                                  | 7,59                                                   | –                                                      | 2,59                                                   |
| 10. November 1991                                      | 5                                                      | Grundmandate                                           | 3                                                      | 0                                                      | 1                                                      | 0                                                      | –                                                      | 0                                                      |
| 13. Oktober 1996                                       |                                                        | Stimmenanteile (%)                                     | 41,12                                                  | 13,10                                                  | 29,43                                                  | 7,36                                                   | 7,15                                                   | 1,84                                                   |
| 13. Oktober 1996                                       | 5                                                      | Grundmandate                                           | 2                                                      | 0                                                      | 1                                                      | 0                                                      | 0                                                      | 0                                                      |
| 25. März 2001                                          |                                                        | Stimmenanteile (%)                                     | 49,75                                                  | 14,18                                                  | 21,43                                                  | 10,95                                                  | 3,10                                                   | 0,59                                                   |
| 25. März 2001                                          | 5                                                      | Grundmandate                                           | 2                                                      | 0                                                      | 1                                                      | 0                                                      | 0                                                      | 0                                                      |
| 23. Oktober 2005                                       |                                                        | Stimmenanteile (%)                                     | 52,31                                                  | 16,01                                                  | 16,51                                                  | 12,48                                                  | –                                                      | 2,69                                                   |
| 23. Oktober 2005                                       | 5                                                      | Grundmandate                                           | 3                                                      | 0                                                      | 0                                                      | 0                                                      | –                                                      | 0                                                      |
| 10. Oktober 2010                                       |                                                        | Stimmenanteile (%)                                     | 47,09                                                  | 11,51                                                  | 27,05                                                  | 11,09                                                  | 0,76                                                   | 2,49                                                   |
| 10. Oktober 2010                                       | 5                                                      | Grundmandate                                           | 2                                                      | 0                                                      | 1                                                      | 0                                                      | 0                                                      | 0                                                      |
| 11. Oktober 2015                                       |                                                        | Stimmenanteile (%)                                     | 41,50                                                  | 7,94                                                   | 32,13                                                  | 10,73                                                  | 5,10                                                   | 2,60                                                   |
| 11. Oktober 2015                                       | 5                                                      | Grundmandate                                           | 2                                                      | 0                                                      | 1                                                      | 0                                                      | 0                                                      | 0                                                      |
| 11. Oktober 2020                                       |                                                        | Stimmenanteile (%)                                     |                                                        |                                                        |                                                        |                                                        |                                                        |                                                        |
| 11. Oktober 2020                                       | 5                                                      | Grundmandate                                           |                                                        |                                                        |                                                        |                                                        |                                                        |                                                        |